# Биго
Биго́ (иногда Биго́д или Байгод; англ. Bigod) — английский дворянский род нормандского происхождения в Средние века. Представители дома Биго являлись графами Норфолка, занимали одну из ведущих позиций среди английской аристократии XII—XIII веков и принимали активное участие в гражданской войне 1135—1154 гг. и баронских войнах XIII века. Основные земельные владения рода Биго располагались в Восточной Англии, прежде всего в Норфолке и Суффолке. Главной резиденцией являлся замок Фрамлингем в Суффолке. Мужская линия рода пресеклась в 1306 году, после чего земли и титулы перешли в распоряжение английской короны.

## Происхождение
Основатель рода Биго — Роберт Ле-Биго (ум. в 1060-х гг.), по свидетельству Вильгельма Жюмьежского, принадлежал к беднейшему нормандскому рыцарству. По одной из версий, он происходил из Котантена. Роберт, вероятно, был вассалом Гийома Герлана, графа Мортена и Авранша. После изгнания Гийома в 1055 году Роберт перешёл на службу к Вильгельму, герцогу Нормандии. По легенде, Роберт завоевал доверие герцога, раскрыв ему заговор Варлонга. В 1066 году Роберт Ле-Биго и его сын Роджер (ум. 1107) приняли участие в нормандском завоевании Англии. Роджер сражался в битве при Гастингсе и получил от Вильгельма Завоевателя обширные владения в Норфолке, Суффолке и Эссексе. Таким образом он стал основателем английского дворянского рода Биго.
Происхождение название фамилии Биго окончательно не установлено. По одной из версий, прозвище Bigot является искажённым Visigot, то есть вестгот. В этом случае, возможно, предками Роберта Ле-Биго были вестготы. По другой версии, прозвище Bygot могло означать, что его носитель слишком часто и всуе упоминал имя господа. Наконец, на одной из печатей рода Биго, найденных при раскопках в Норфолке, изображён козёл (англ. goat), над которым помещено слово by. Льюис Ллойд в середине XX века выдвинул предположение, что фамилия Биго происходила от названия небольшого владения в районе современного городка Курводон в департаменте Кальвадос в центральной Нормандии.
Произношение фамилии Bigod изменялось с течением времени. По всей видимости, первоначально последняя буква имени не редуцировалась и название рода звучало как Бигот. Известно, что в англонормандском языке звучание замыкающей буквы d сохранялось до XIII века. С другой стороны, влияние среднеанглийского языка способствовало тому, что фамилия Bigod в XIII веке могла читаться как Байгод. Об этом свидетельствует известное обыгрывание одинаковости звучания фамилии Bigod и выражения By God! (с англ. — «ей-богу!») королём Эдуардом I в 1297 году

## Основные представители

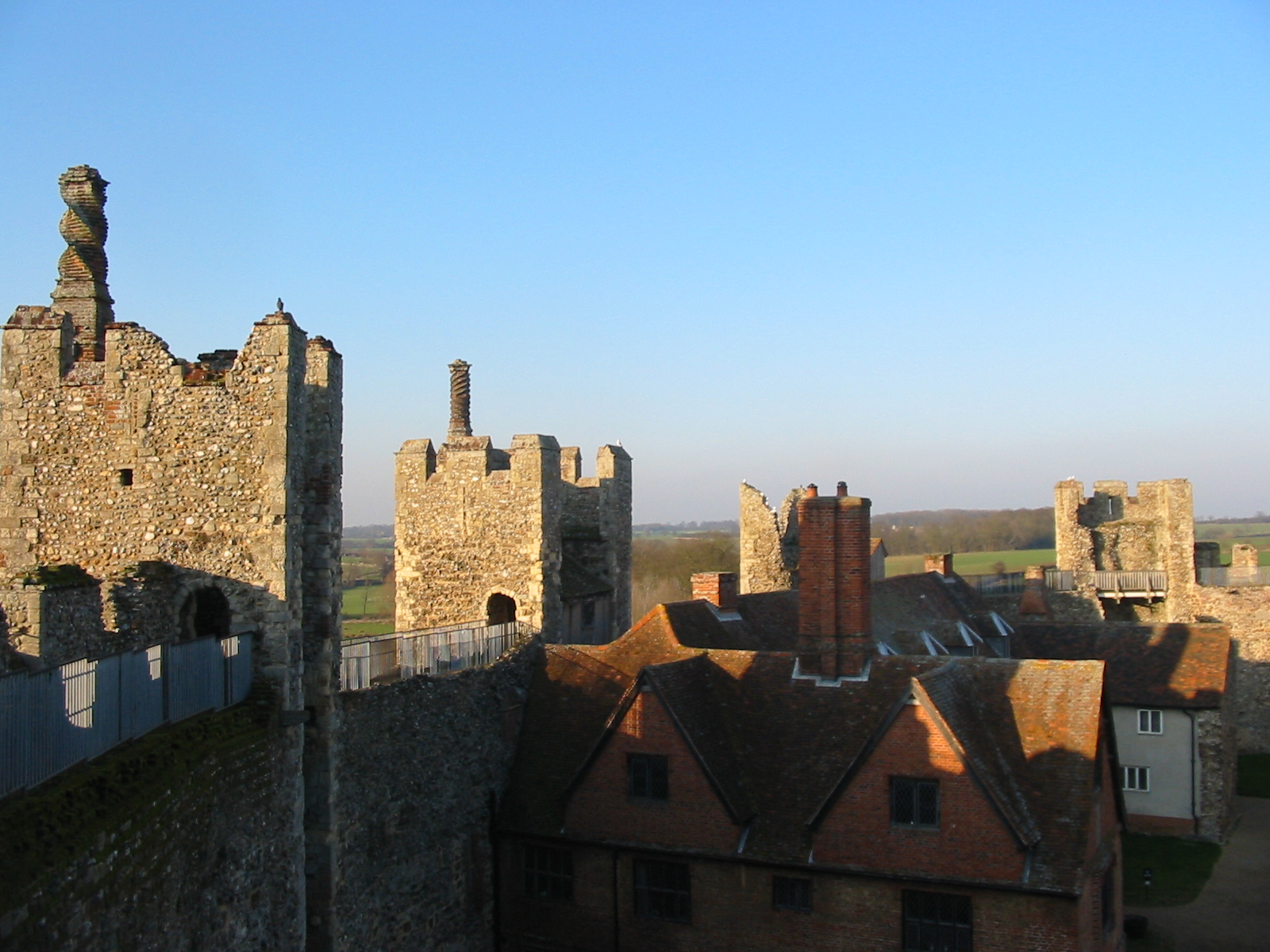
Руины стен замка Фрамлингем — резиденции дома Биго

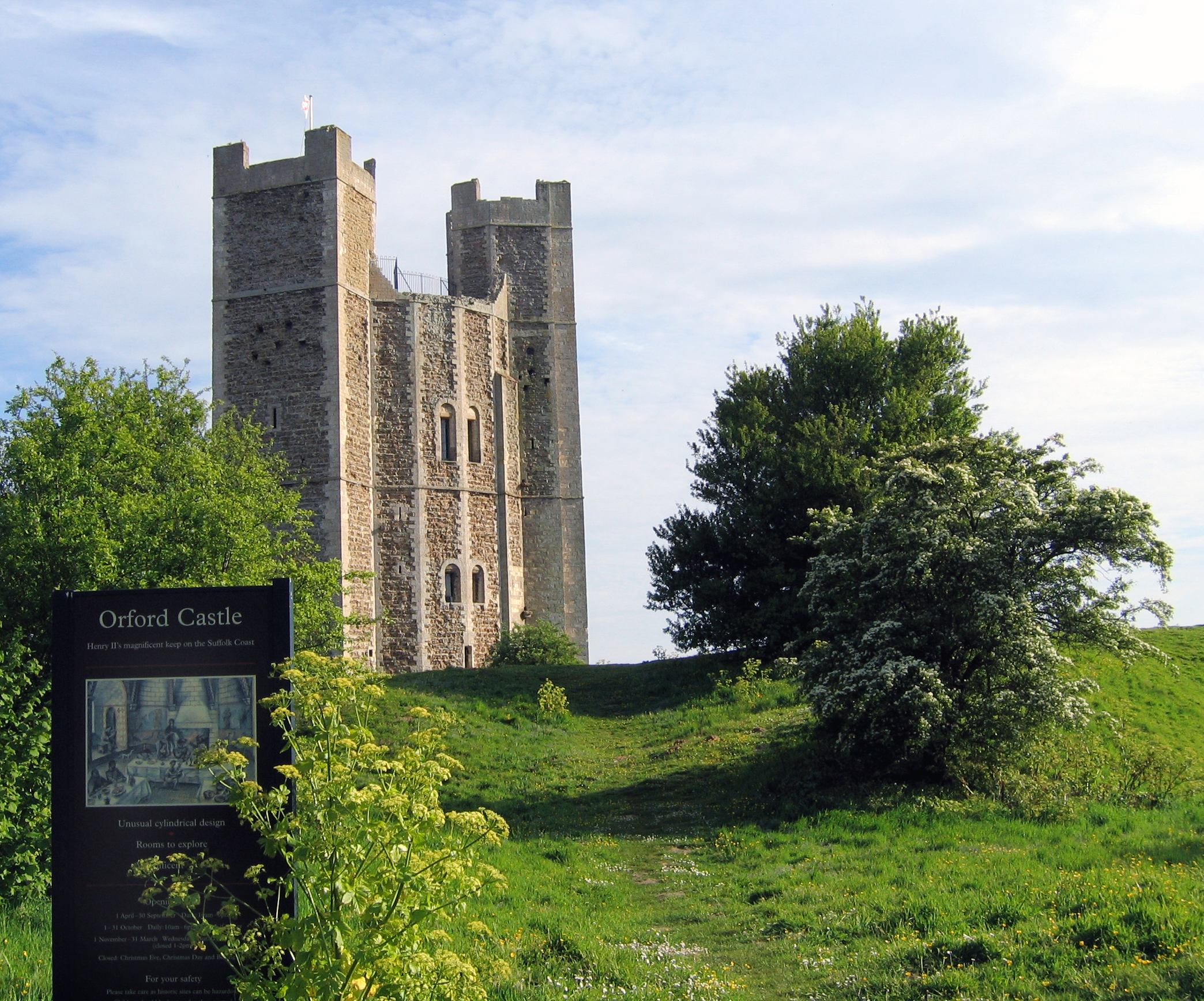
Замок Орфорд, построенный Гуго Биго, 1-м графом Норфолк

Уже Роджер Биго (ум. 1107), владеющий более, чем 300 манорами в Восточной Англии и занимающий посты шерифа Норфолка и Суффолка, считался одним из крупнейших феодалов восточной части страны. В 1101 году его резиденцией стал замок Фрамлингем, построенный с особого разрешения короля Генриха I. Старший сын Роджера Вильгельм Биго, лорд Фрамлингем, погиб в 1120 году во время крушения «Белого корабля» у берегов Нормандии, и владения дома Биго унаследовал его младший брат Гуго (1095—1177). Последний в 1140 году был пожалован титулом графа Норфолка, который затем передавался по наследству в роде Биго. Гуго Биго активно участвовал в борьбе за власть в Англии в середине XII века и прославился частной сменой политических лагерей: в период феодальной анархии 1135—1154 гг. он неоднократно переходил из партии сторонников короля Стефана в стан приверженцев императрицы Матильды и обратно. В конце жизни Гуго Биго одним из немногих английских баронов поддержал мятеж сыновей Генриха II 1173—1174 гг., однако после его подавления был прощён.
Старший сын Гуго Роджер (умер в 1221), 2-й граф Норфолк, был одним из близких соратников короля Ричарда Львиное Сердце, участвовал в переговорах о его освобождении из австрийского плена, а затем был назначен юстициаром Англии. После смерти Ричарда Роджер Биго стал одним из руководителей движения английских баронов против самовластия Иоанна Безземельного, завершившегося утверждением Великой хартии вольностей 1215 года, одним из гарантов которой выступал граф Норфолк. Сын Роджера, Хью Биго (умер в 1225), 3-й граф Норфолк, женитьбой на Мод, дочери Уильяма Маршала, одного из наиболее влиятельных английских аристократов и крупного государственного деятеля конца XII—начала XIII веков, обеспечил закрепление за домом Биго наследственной должности графа-маршала. С 1245 года и до настоящего времени пост графа-маршала неизменно, за исключением непродолжительных перерывов, занимали графы Норфолк.
Сыновья Хью Биго, 3-го графа Норфолка, Роджер (умер в 1270) и Хью (умер в 1266) принимали активное участие в баронских войнах середины XIII века. Первоначально они поддерживали Симона де Монфора, а Хью Биго даже был назначен парламентом Англии юстициаром и осуществил в 1259 году знаменитое обследование состояния правосудия в стране. Позднее, однако, братья перешли на сторону короля. Старший Роджер женился на Изабелле Шотландской, дочери Вильгельма I Льва, короля Шотландии, однако детей не имел, и его владения и титулы перешли к сыну юстициара Хью Биго, Роджеру (умер в 1306), который стал 5-м графом Норфолка. Последний получил известность своими частыми стычками с королём Эдуардом I, доходившими иногда до открытых выступлений против королевской власти. Вместе Хамфри де Богуном, графом Херефорда, Роджер Биго выражал интересы крупных земельных магнатов, стремящихся сохранить свою независимость и привилегии в условиях усиления королевской власти и формирования централизованного аппарата управления в Англии.
В 1302 году Роджер Биго передал свои владения и титулы королю и получил их обратно на условии пожизненного держания. Поэтому после смерти бездетного Роджера в 1306 году земли и замки дома Биго, титулы графа Норфолк и графа-маршала отошли в распоряжение короны, а не потомкам его младшего брата. В дальнейшем эти земли и титулы были переданы Томасу Бразертону, сыну короля Эдуарда I, а через него перешли к дворянскому роду Моубрей, будущих графов и герцогов Норфолк.

## Генеалогия
1. Роберт Ле-Биго (умер в 1060-х)
  1. Роджер Биго (умер в 1107), шериф Норфолка и Суффолка; жена: Аделиза де Тосни, дочь Роберта де Тосни, лорда Бильвера
    1. Вильгельм Биго (умер в 1120), шериф Суффолка, лорд Фрамлингем;
    2. Гуго Биго (1095—1177), 1-й граф Норфолк (c 1140); 1-я жена (до 1140, впоследствии аннулировано): Юлиана де Вер (ум. ок. 1199), дочь Обри де Вера II; 2-я жена: Гундрада де Бомон (около 1135—1200), дочь Роджера де Бомон, 2-го графа Уорика
      1. (от 1-го брака) Роджер Биго (около 1144—1221), 2-й граф Норфолк; жена: Ида де Тосни
        1. Хью Биго (умер в 1225), 3-й граф Норфолк; жена: Мод Маршал (ум. 1248), дочь Уильяма Маршала, графа Пембрука
          1. Роджер Биго (1213—1270), 4-й граф Норфолк, граф-маршал Англии; жена (1225, разв. 1245): Изабелла Шотландская (1195—1253), дочь Вильгельма I Льва, короля Шотландии
          2. Хью Биго (умер в 1266), главный юстициарий Англии (с 1257); жена: Джоанна де Стьютетвиль, дочь Николаса де Стьютетвиля
            1. Роджер Биго (умер в 1306), 5-й граф Норфолк, граф-маршал Англии; 1-я жена (до 1271): Алина Бассет (умерла в 1281), дочь Филиппа Бассета из Викомба и вдова Хью ле Диспенсера; 2-я жена (1290): Алиса Геннегау (умерла в 1317), дочь Жана II, графа Геннегау
            2. сэр Джон Биго, лорд Сеттрингтон; жена: Изабелла. Не допущен к наследству графов Норфолк после смерти старшего брата, из-за пожизненного статуса графского титула по соглашению 1302 г.
              1. Джон Биго из Сеттрингтона
              2. Роджер Биго из Сеттрингтона

            3. Джоанна Биго; муж: Филипп де Кайм (умер в 1323), лорд Кайм

          3. сэр Ральф Биго
          4. Уильям Биго
          5. Изабелла Биго; 1-й муж: Гилберт де Ласи (умер в 1230); 2-й муж: Джон Фиц-Джефри (ум. 1258), юстициар Ирландии, сын Джеффри Фиц-Петера, графа Эссекса

        2. Уильям Биго (ум. в детстве)
        3. Ральф Биго
        4. Роджер Биго
        5. Алиса Биго (умерла после 1214); муж: Обри де Вер, 2-й граф Оксфорд
        6. Марджери Биго; муж: Уильям де Гастингс
        7. Мария Биго; муж: Ральф Фиц-Роберт, лорд Миддлхем

      2. (от 2-го брака) Гуго Биго (родился в 1156)
      3. (от 2-го брака) Вильгельм Биго (р. 1156), жена: Маргарита де Саттон

    3. Хэмфри Биго (умер после 1113), капеллан Генриха I
    4. Гуннора Биго (умерла до 1137); 1-й муж: Роберт Фиц-Свен, лорд Рейли (ум. до 1132); 2-й муж: Хамо де Сент-Клер (ум. до 1137)
    5. Сесилия Биго; муж: Вильгельм «Брито» д’Обиньи (ум. после 1148), королевский судья. Потомки: лорды Бильвер.
    6. Матильда Биго (умерла до 1133); муж: Вильгельм «Пинцерна» д’Обиньи (ум. 1139), дворецкий Генриха I. Потомки: графы Арундел.

  2. Вильгельм Биго (умер после 1091)
  3. Матильда Биго (умерла после 1107); муж: Гуго де Госден